# Goodyear Inflatoplane
El Goodyear Inflatoplane fue un avión experimental inflable diseñado por la empresa estadounidense Goodyear. Aún puede ser contemplado en el museo de la aviación militar de Alabama.

## Desarrollo

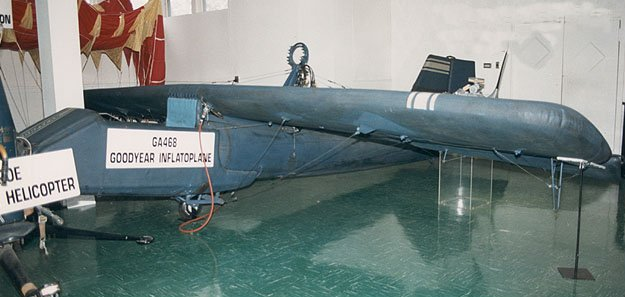
Inflatoplano de Goodyear en el museo del instituto Smithsoniano.

La aeronave totalmente hinchable fue construida en 1956, con la idea de utilizarse militarmente como un avión de rescate que sería lanzado en una caja tras las líneas enemigas, para ser utilizado por pilotos derribados. Solo se construyeron 12 ejemplares, pero el desarrollo continuó hasta que el proyecto fue cancelado en 1973.
Existen, al menos, dos versiones: el GA-468 tenía un único asiento. Tardaba unos 5 minutos en inflarse a una presión de 170 kPa. Su tamaño total era de 5,97 m, con una envergadura de 6,7 m. El piloto debía encender el motor de dos tiempos Nelson de 30 kW (40 hp) y despegar con un peso máximo de 109 kg (240 libras). Con 76 litros de combustible (20 galones), el avión podía volar 630 km (390 millas). La velocidad máxima era de 116 km/h (72 mph), con una velocidad de crucero de 97 km/h (60 mph). Más adelante se cambió el motor por uno de 31 kW.
Podía despegar en una "pista" de 76,2 m, pero para superar un obstáculo de 15,24 m (50 pies), se necesitaban 175 metros (575 pies). Aterrizaba en una longitud de 106 metros (350 pies). Su techo de vuelo se estimaba en 3048 m (10 000 pies).
El GA-466 era la versión con dos asientos. 51 mm más corta, pero con una envergadura 1,8 m superior que el GA-468. Se instaló un motor de 45 kW de potencia para elevar un peso de 336 kg (740 libras) a 113 km/h (70 mph), aunque el radio de acción se limitó a 440 km (275 millas).

### Actualidad
Recientemente se ha retomado esta idea, combinándola con nuevos materiales inteligentes, permitiendo la concepción de alas inflables que pueden variar su forma y tamaño para adecuar sus propiedades aerodinámicas a las necesidades de cada momento.
Otra línea de investigación incluye el uso de materiales que mediante ciertas reacciones físico-químicas pueden pasar de ser flexibles a rígidos, permitiendo así que el avión, una vez inflado, pueda convertirse en rígido.

## Historia operacional

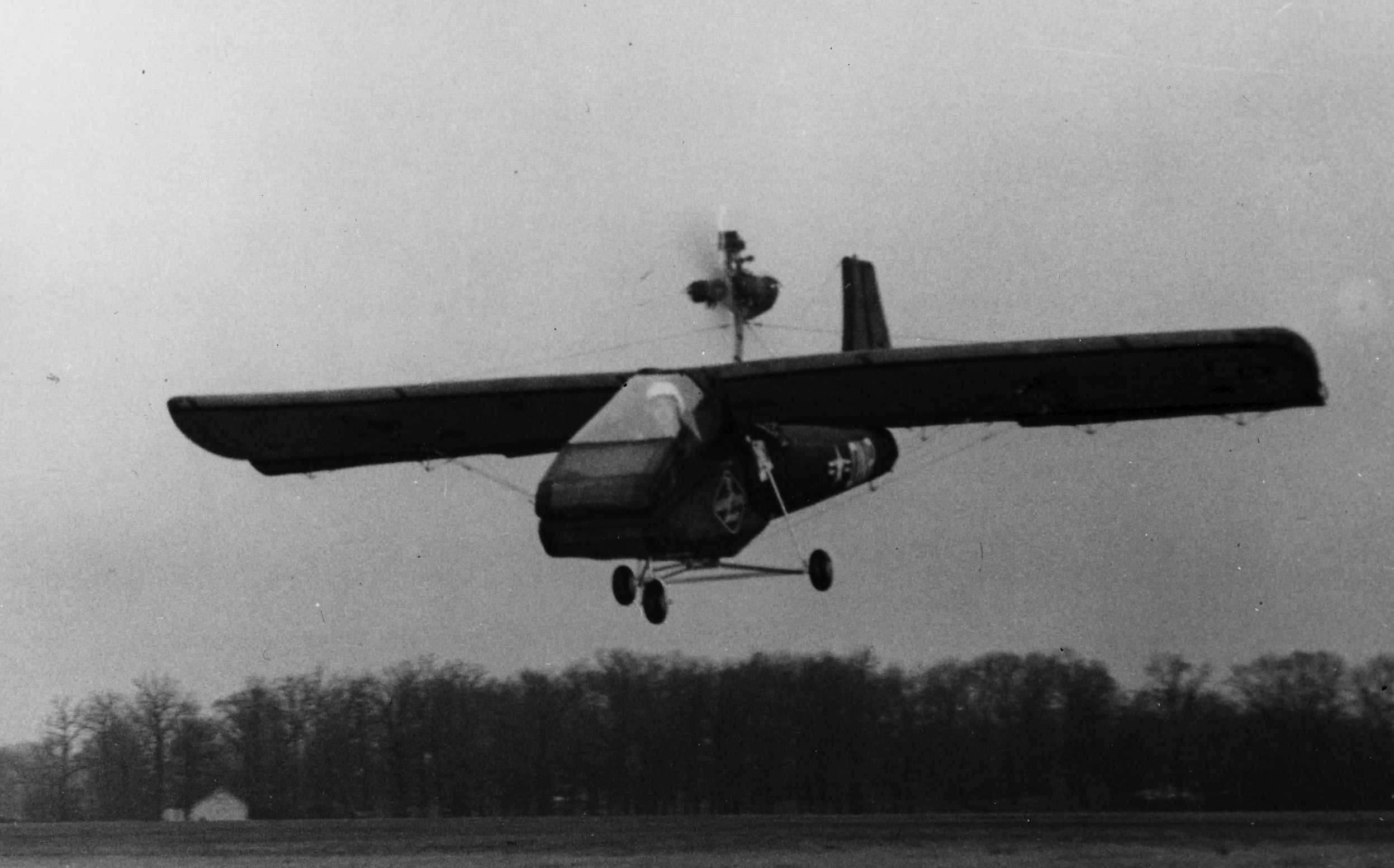
Un Inflatoplane aterrizando.

El programa de pruebas en las instalaciones de Goodyear cerca del Lago Wingfoot, Akron, Ohio, mostraron que el inflado podía conseguirse con una presión tan baja como 544 mbar (8 psi), menos que el neumático de un coche. El programa de pruebas de vuelo sufrió un accidente fatal cuando el Teniente "Pug" Wallace resultó muerto. El avión estaba en un giro descendente, cuando uno de los cables de control debajo del ala se salió de una polea y quedó atorado en el soporte de la misma, bloqueando la palanca de control. El giro continuó hasta que una de las alas se plegó sobre la hélice y esta la troceó. Con las alas aleteando por la pérdida de aire, uno de los patines de aluminio de punta alar golpeó al piloto en la cabeza, quedando claro por las marcas en su casco. Wallace fue empujado hacia el morro del avión y cayó en el poco profundo lago. Su paracaídas nunca se abrió. Posiblemente quedó inconsciente por el golpe y no pudo abrirlo.

## Variantes
GA-33 Inflatoplane
Versión inicial monoplaza, con cabina abierta, basada en los experimentos de planeadores de goma hinchables de Taylor McDaniel de principios de los años 30. Uno construido.
GA-447 Inflatoplane
Cabina cerrada y nueva ala, usado para realizar experimentos del tren de aterrizaje (triciclo, de una rueda, e hidropatín). Uno construido.
GA-466 Inflatoplane
Designación de la compañía para el AO-2 Inflatoplane.
GA-468 Inflatoplane
Designación de la compañía para el AO-3 Inflatoplane.
XAO-2-GI Inflatoplane
Designación militar para el GA-446. Uno construido.
XAO-3-GI Inflatoplane
Designación militar para el GA-468. Cinco construidos.

## Operadores
Estados Unidos
- Ejército de los Estados Unidos

## Supervivientes
Goodtear donó dos Inflatoplane para exhibición en museos al finalizar el proyecto, uno al Franklin Institute en Filadelfia, y uno al Instituto Smithsoniano en Washington. Otro está en exhibición en el Stonehenge Air Museum en Fortine (Montana).

## Especificaciones (GA-466)

### Características generales
- Tripulación: Uno (piloto)
- Capacidad: Un pasajero
- Longitud: 6 m (19,6 ft)
- Envergadura: 8,5 m (28 ft)
- Altura: 1,2 m (4 ft)
- Peso vacío: 130 kg (286,5 lb)
- Peso cargado: 336 kg (740,5 lb)
- Planta motriz: motor de dos tiempos bóxer de cuatro cilindros refrigerado por aire McCulloch 4318.
  - Potencia: 45 kW (62 HP; 61 CV) cada uno.

### Rendimiento
- Velocidad máxima operativa (Vno): 113 km/h (70 MPH; 61 kt)
- Alcance: 440 km (238 nmi; 273 mi)
- Techo de vuelo: 1981 m (6499 ft)
- Régimen de ascenso: 2,5 m/s (498 ft/min)

## Aeronaves relacionadas

### Secuencias de designación
- Secuencia AO-_ (Aviones de Observación del Ejército estadounidense, 1956-1962): AO-1 - AO-2 - AO-3